# Hyperolius sheldricki
Hyperolius sheldricki là một loài ếch thuộc họ Hyperoliidae. Đây là loài đặc hữu của đông nam Kenya. Môi trường sống tự nhiên của chúng là xavan khô, vùng cây bụi khô khu vực nhiệt đới hoặc cận nhiệt đới, đồng cỏ khô nhiệt đới hoặc cận nhiệt đới vùng đất thấp, sông ngòi, sông có nước theo mùa, đầm nước, hồ nước ngọt, hồ nước ngọt có nước theo mùa, đầm nước ngọt, đầm nước ngọt có nước theo mùa, đất canh tác, vùng đồng cỏ, vườn nông thôn, khu vực trữ nước, ao, và kênh đào và mương rãnh. Đây là một loài cực kì thích nghi với môi trường nên hầu như nó không gặp phải một sự đe dọa đáng kể nào.